# Alternate picking
Alternate picking jest techniką gry na gitarze, która polega na szarpaniu struny zamiennie w górę i dół w ciągłym przebiegu, jest to najpopularniejsza metoda gry z kostką. Jeśli ta technika jest prezentowana w pojedynczej nucie w wysokim tempie, można nazwać ją również tremolo picking.